# Hestia
Trong thần thoại Hy Lạp, nữ thần Hestia (tiếng Hy Lạp: Ἑστία) là một trong mười hai vị thần trên đỉnh Olympus. Hestia là con của hai vị thần Rhea và Cronus. Bà thuộc dòng dõi Titan và là chị cả của thế hệ các vị thần thứ nhất trên đỉnh Olympus. Nữ thần là người mà nữ thần Rhea sinh ra đầu tiên và cũng là người mà thần Cronus nôn ra cuối cùng.
Nữ thần Hestia là vị thần của lửa, sự quây quần của mọi thành viên trong gia đình, sức khỏe gia đình và nội trợ,... nhưng trước kia là nữ thần của đạo đức, sự tôn trọng, tốt bụng, ngoan đạo và thiện chí.

## Truyền thuyết

### Nữ thần trông coi ngọn lửa thiêng của đỉnh Olympus
Lúc đó, thần Zeus chán nản công việc nên gọi Prometheus và Epimetheus đến tạo ra thêm nhiều loài vật và con người để tạo sự vui vẻ và khí thế cho các vị thần. Prometheus nặn người xong thì Epimetheus đã trao tất cả các món quà cho loài vật rồi. Không biết kiếm thêm quà ở đâu, Prometheus lên trời xin Zeus lửa của thần linh (lửa dùng để đun máu bất tử của thần). Zeus không đồng ý, Prometheus cứ năn nỉ nên Zeus phải bàn với các vị thần. Các thần đều không có ý kiến, Hestia liền đứng dậy tạo ra chút bọt biển đun cùng với chút lửa, làm cho ngọn lửa không còn hung tàn nóng nảy như trước nữa. Cảm kích trước sự thông minh và tài giỏi, Zeus giao cho Hestia trông coi lửa thần, còn đích thân Zeus đưa cho Prometheus ngọn lửa nhỏ nhắn.

### Nữ thần bảo hộ xứ Manila
Hestia được sở hữu dòng sông Hia bao quanh đỉnh Olympus. Ít lâu sau, bà cứu được nhiều người dân ở xứ Manila và được người dân ủng hộ nhiều, từ đó bà là nữ thần bảo hộ cho xứ đó, nay là Ama đe Hia (niềm tự hào của Hestia).

### Hestia và Dionysus
Nữ thần Hestia đã vui lòng từ bỏ chiếc ghế vàng tại đỉnh Olympus, nhường cho thần rượu nho Dionysus để chăm lo ngọn lửa thần. Bà được rất nhiều thần cầu hôn nhưng đều không chấp nhận. Mãi sau bà vẫn còn là một trinh nữ.Bà là một nữ thần tài giỏi, khéo léo, thân thiện lại thông minh và xinh đẹp nên được các vị thần và người dân tin tưởng và yêu quý. Bà luôn biết cách giúp đỡ, cải thiện cũng như sửa chữa khuyết điểm của mọi người theo một cách rất nhẹ nhàng và ôn tồn, mang tính giáo dục nhưng không tỏ ra phẫn nộ, giận dữ hay quá nhân hóa vấn đề, khi được mọi người góp ý bà lắng nghe, khi được cầu xin, bà cố giúp hết mình. Bà không cam chịu, không khuất phục với nhũng điều không hay, có hại cho cả người dân và thần linh. Biểu tượng của bà là lửa, chum đồng, chum vàng và ánh nắng, ánh sáng của thiên nhiên.

## Sự thờ cúng
- Carlos Parada, "Hestia"
- Theoi, "Hestia"
- Homeric hymns To Aphrodite and To Hestia Lưu trữ ngày 10 tháng 12 năm 2004 tại Wayback Machine
- Ovid, Fasti (Vesta)